# 世宙
世宙（英語：Yuccie Square）是長實地產發展的私人住宅屋苑，港鐵朗屏站上蓋三大屋苑之一。位於香港新界元朗區元朗安寧路38號，座落元朗市中心。英文「Yuccie」代表新興生活方式及態度，等於「Young、Urban、Creative」。項目於2015年11月開售，建築師為梁黃顧建築師（香港）事務所有限公司，管理公司為港基物業管理，原預計在2016年12月30日落成。惟樓書顯示，發展商將有關日期改為2017年3月，變相延遲3個月。最終到2017年4月落成。

## 物業前身
世宙所在地原為元朗邨一部份，前元朗邨位於元朗橫洲路，於1966年落成時，原稱「元朗徙置區」，也是第一個鄉郊徙置區，用以安置屏山鄉及十八鄉被清拆的寮屋戶，直到1973年由香港房屋委員會負責屋邨管理，才改稱元朗邨。元朗邨共有5座公屋大廈，於2001年拆卸。
香港房屋委員會原計劃於該空置土地，重建3幢高32層的非標準式住宅大廈，提供近2千個公屋單位，本來預計於2008年動工，在2012年落成。不過，由於該幅土地位於元朗市中心，鄰近西鐵綫朗屏站，因此有區議員認為應將土地轉作私人發展，包括要求發展酒店、商業及零售設施，以帶旺元朗區的經濟，有助解決區內的失業問題。
最終特區政府決定將地皮一分為二，其中約四分一前元朗邨地皮交還香港房屋委員會，縮小原有公屋發展規模，改為只興建兩幢分別樓高18層及29層的住宅大廈，名為朗晴邨，現址大約為前元朗邨第4座的位置。另一部份為香港首個限呎項目，長實地產旗下元朗安寧路大型項目世宙。

## 戶型間隔
住宅分為4座發展，分別是第1至3及5座，共提供1,129伙單位。單位以2房及3房為主，2房佔逾半，實用面積約420平方呎起，而3房實用面積約650平方呎。
世宙有限呎條款，所以其開則間隔以實用見稱，沒有香港一貫發水樓的情況。
世宙二房開則間格極為實用，沒有露台，工作平台和長走廊，減少空間浪費。而且附設不計入實用面積的特闊窗台，所以只是430呎便擁有一般新盤550多呎的居住空間。
三房設計實也極為實用，650呎便齊集了主人套房，露台，工作平台和儲物房，也附設不計入實用面積的特闊窗台，單位實用率香港罕見。

## 會所設施
屋苑會所「Club YUCCIE」，會所三萬平方尺，連園林佔地逾5.4萬方呎，分佈於各住宅大樓基座，共4大主題，包括Noble Land、Kids' Village、Elite World及Aqualand。THE Noble Land設有兩個大型宴會廳，亦有球迷俱樂部及桌球室：THE Elite World設有室外游泳池、會議工作室及閱讀廊等：Aqualand設歐悅庭園；THE Kids' Village兒童會所以馬戲班為主題，提供遊樂設施，其中包括該集團首創的兒童職業館。
屋苑提供90個住客車位（其中一個是傷殘車位），車位和住戶比例約1:13。

## 基座十字廣場

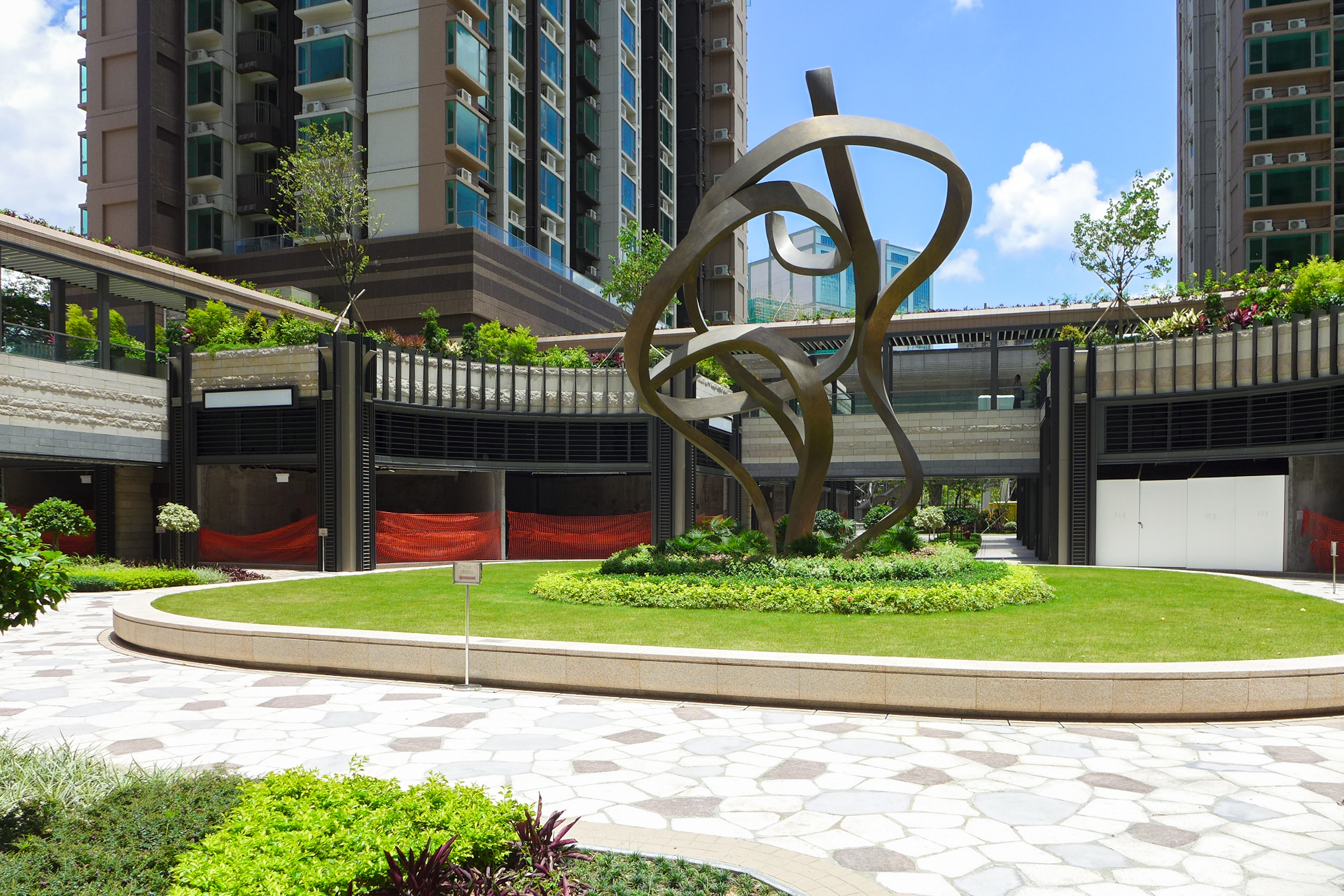
世宙十字廣場（2017年6月）

世宙商店大道（2018年1月）

世宙基座為十字廣場，以十字形通道貫通，中心設有中央廣場，四周被園林包圍。
廣場設37個舖位，總面積為5.92萬方呎，舖位面積由299方呎至3494方呎。長實地產於2016年9月以17.55億拆售商舖予投資者。
現時店舖包括美聯物業、利嘉閣地產、香港置業、日本城、牛知己韓湯火鍋、普蓮素食、惠康、佳寶、AT Square、David Exodus International Kindergarten、MEDIVENUS BEAUTÉ醫學美容中心、鍋心海鮮火鍋、壹籠等。

## 交通網絡
1. 屋苑基座廣場可解決一般生活需要，鄰近的安寧路及炮仗街一帶亦設有超市、街市、食肆、藥房等，可滿足一切生活需要。大馬路一帶則有更多購物及食肆選擇。如欲消閒購物，世宙鄰近元朗廣場，亦可到元朗站全新界最大型商場YOHO MALL。[5]
2. 鐵路上蓋，只需3分鐘便到達港鐵朗屏站，由朗屏站駁至中環香港站僅需30分鐘。[5]
3. 只需步行3分鐘，便可到達輕鐵站，方便區內交通往來。
4. 大馬路處亦有多條往返荃灣、大埔、上水、美孚、銅鑼灣、機場的巴士路綫，亦可選擇輕鐵前往屯門、洪水橋及天水圍，來往港九新界相當方便。[5]

## 名稱
受名詞「宇宙」影響，坊間個別人士會誤稱或誤寫世宙為「世宇」。

## 鄰近屋苑
- 朗屏8號

- 朗城滙

- 元朗廣場

- 富來花園

- 映御

## 興建圖片

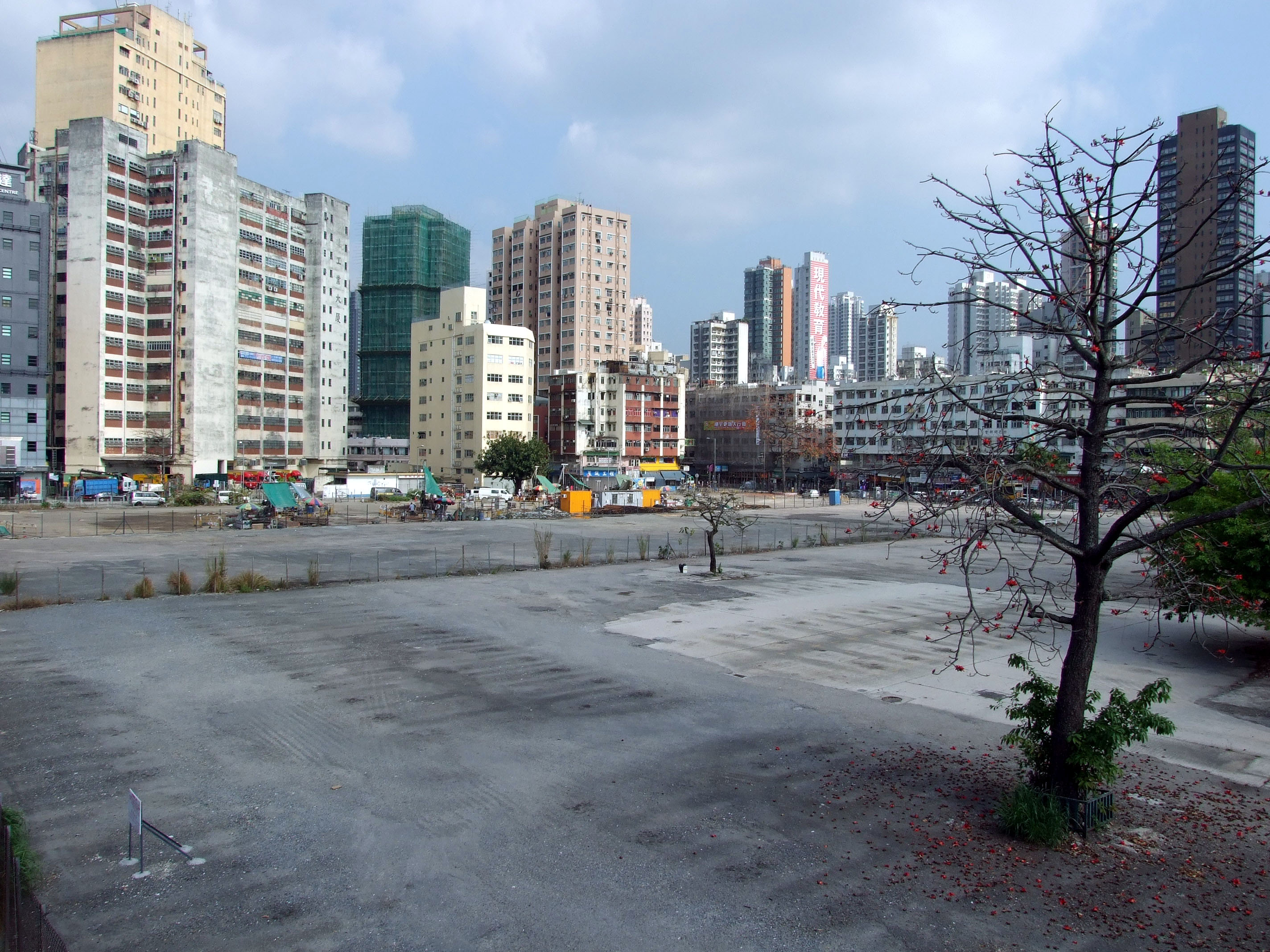
2011年4月，前元朗邨清拆後的空地，前方一大片原為公屋用地，已被政府改為私人住宅用途，2011年3月由長實集團投得，2014年動工興建，現為世宙
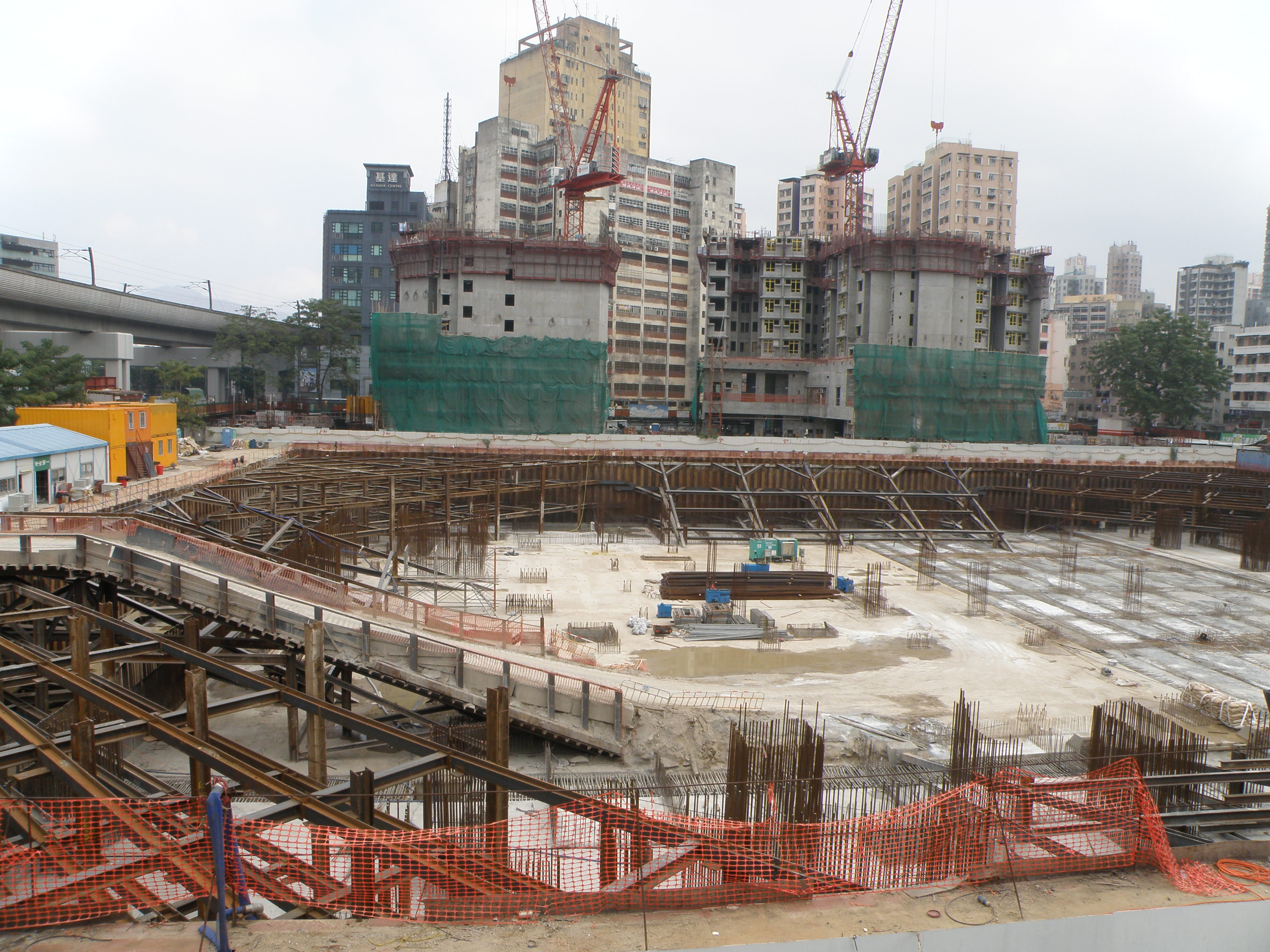
2014年11月，世宙（前方）正進行地基工程
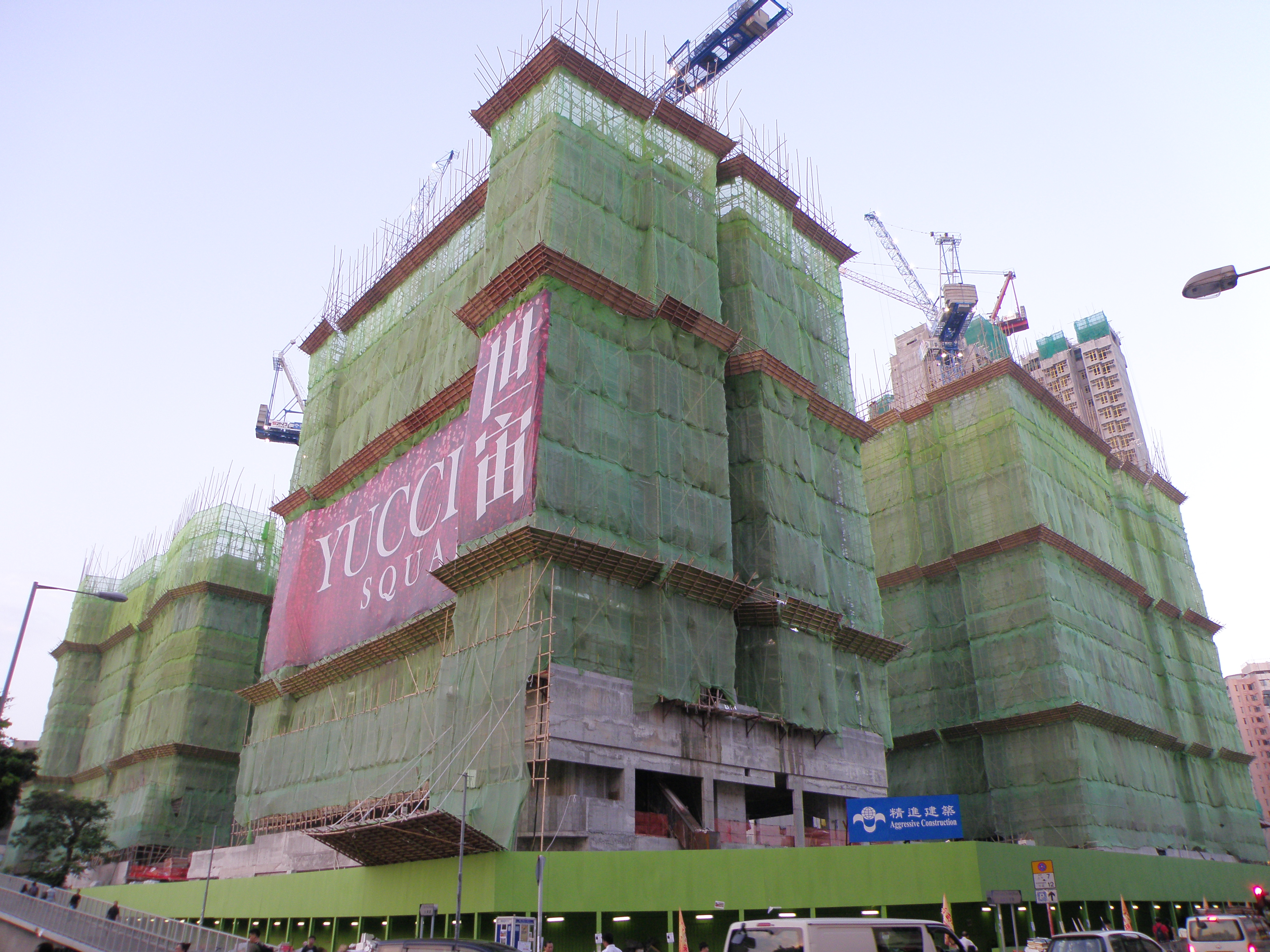
2015年9月
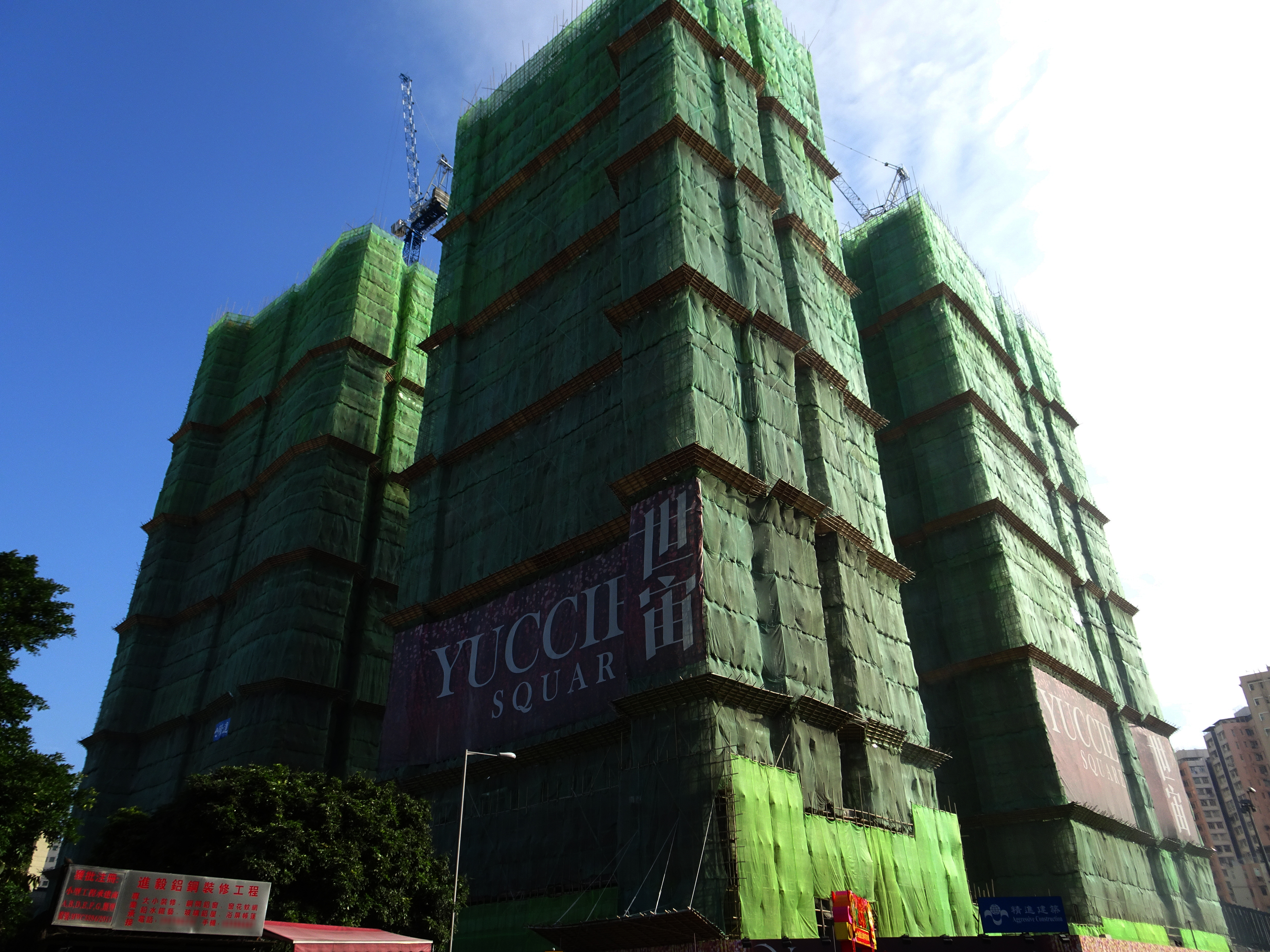
2016年1月
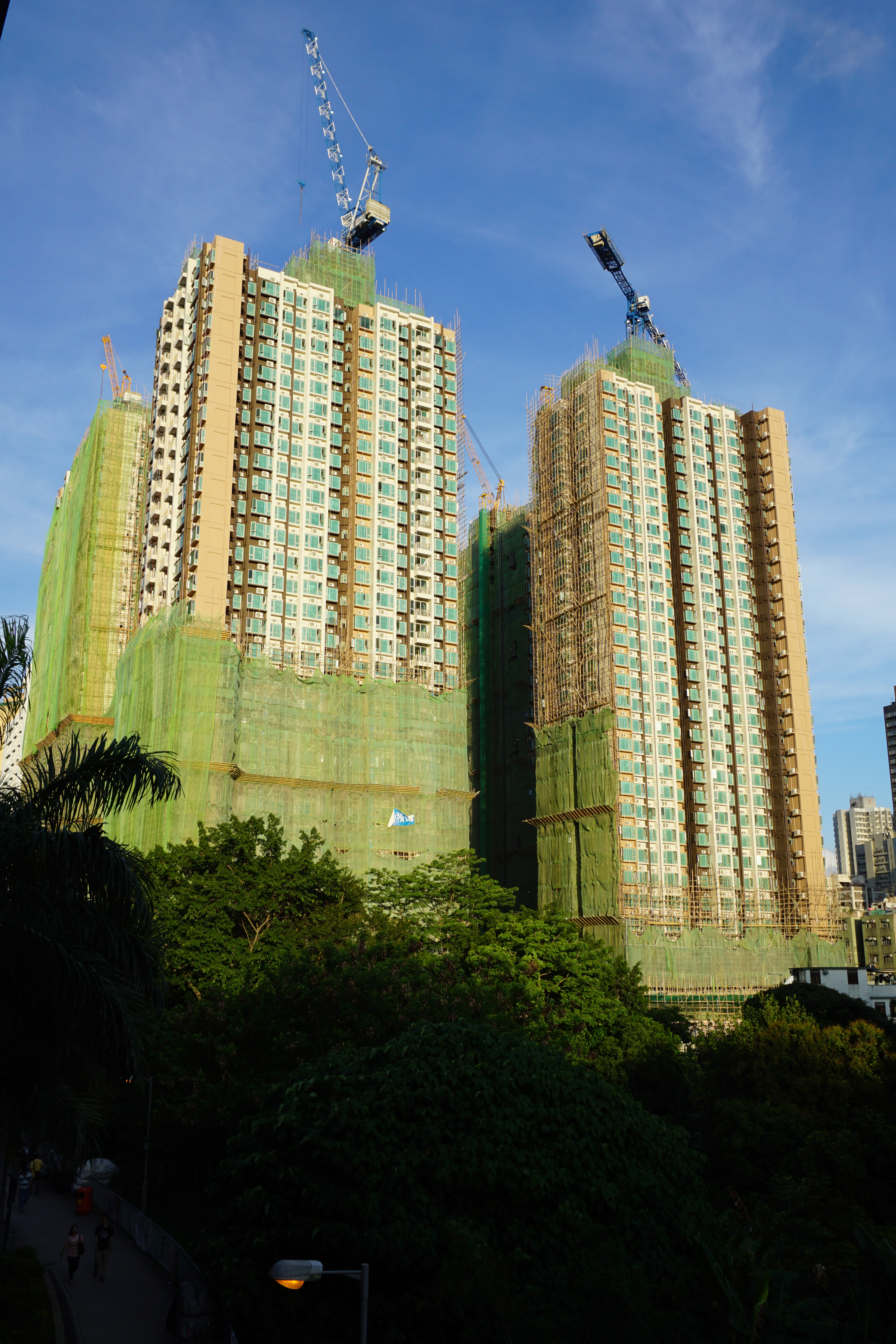
2016年5月
世宙商店大道（2016年11月）
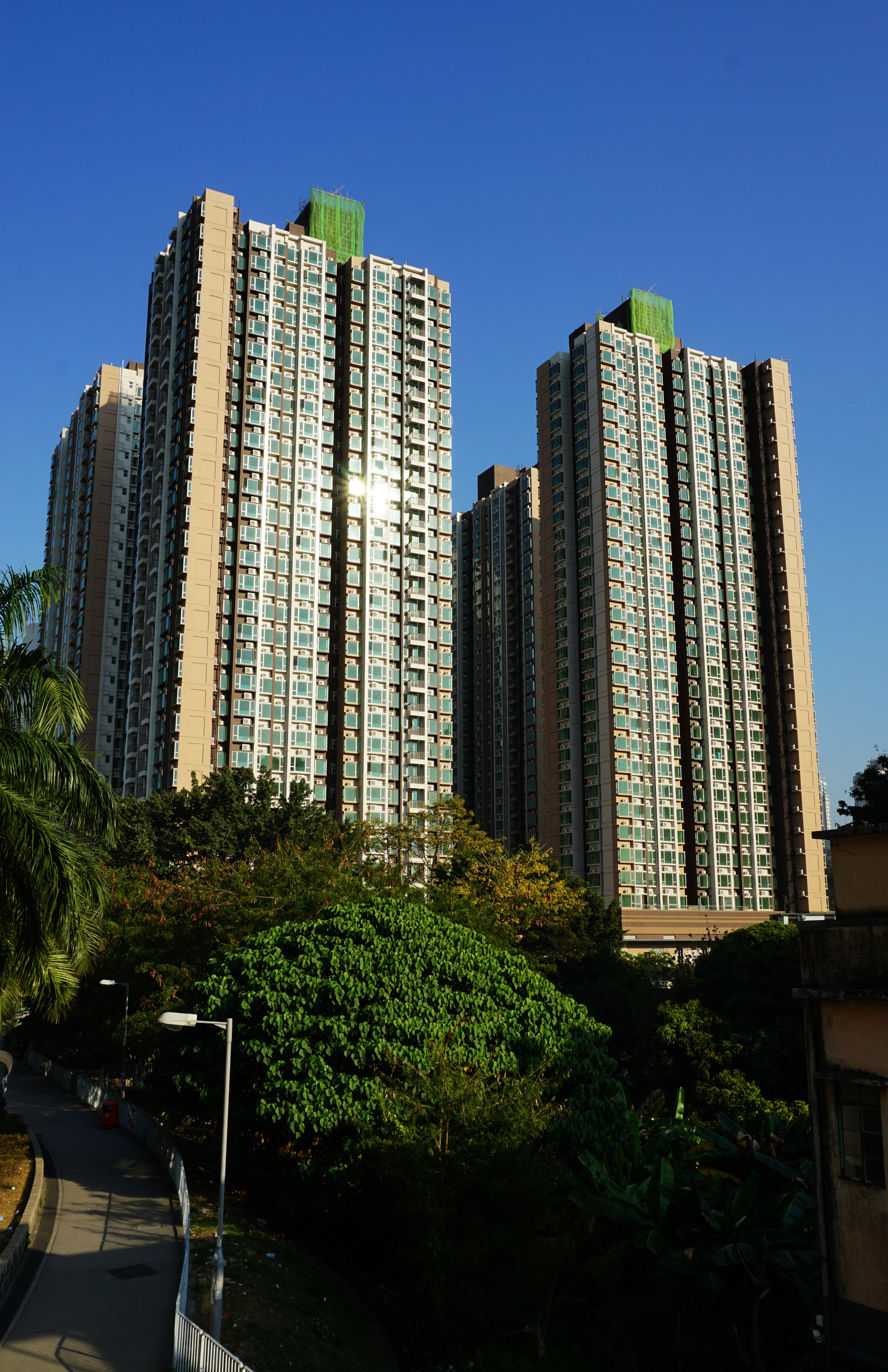
2017年2月